# Carlos N. Vergara
Carlos Norberto Vergara (Mendoza, 6 de junio de 1859-Córdoba, 18 de febrero de 1929) fue un educador argentino conocido por sus contribuciones al campo de la pedagogía de enseñanza democrática y participativa.

## Biografía
Gracias a su buen desempeño académico, y a pesar de sus orígenes humildes, Vergara obtuvo una beca para estudiar en la Escuela Normal de Paraná, de donde se graduó con honores en 1878. Con 19 años, se convirtió en el docente más joven en ocupar una cátedra en dicha institución. Regresó a Mendoza en 1880, para asumir un cargo en la Escuela Normal de la provincia. En 1881, Domingo Faustino Sarmiento lo convocó para desempeñar diversos roles en la ciudad de Buenos Aires, incluyendo el de preceptor, director de una escuela nocturna y autoridad máxima de la escuela del asilo de huérfanos.
Entre 1887 y 1890, dirigió la Escuela Normal mixta de Mercedes, en la provincia de Buenos Aires. Allí implementó métodos pedagógicos innovadores, promoviendo la autodisciplina y la participación activa de los estudiantes en su aprendizaje. Estas reformas, aunque revolucionarias, le valieron su exoneración del cargo. Se comienzan así a vislumbrar sus primeros aportes pedagógicos: estaba convencido de promover una educación que fomentara la autonomía, la acción espontánea y el compromiso social de los estudiantes. Criticaba la centralización y burocratización del sistema educativo, proponiendo una mayor descentralización y autogobierno de las escuelas, apoyadas en la acción popular.
Entre sus publicaciones más reconocidas se encuentran: «El Instructor Popular» (1883), quincenario pedagógico, que se convirtió en un medio para difundir sus ideas y las de otros educadores afines; «Educación republicana» (1899), síntesis de su experiencia en Mercedes, con concepciones sobre la enseñanza y la formación docente y «Filosofía de la educación» (1919), profundización de sus ideas pedagógicas y filosóficas, con la propuesta de educación basada en la libertad, la acción y el trabajo útil.
A manera de homenaje, diversas escuelas en toda la Argentina llevan su nombre, así como espacios públicos en su provincia natal. Por otro lado, un sital de la Academia Nacional de Educación lleva su nombre.